# GIANIZM
『GIANIZM』（ジャイアニズム）は、2010年1月1日に発売されたナイトメアのベスト・アルバム。

## 概要
結成10周年を記念して企画、制作されたアルバム。DVD付属の初回限定盤、CDのみの通常盤初回の2パターンをリリース。ファンにはお馴染みの「ジャイアニズムシリーズ」を初ベストアルバム化。2010年時点で存在した楽曲を網羅したものとなる。本作のためにインディーズ時代の3曲を再録、欠番扱いだった4作目を初収録。7〜9曲目は初のベストアルバム収録、10曲目は本アルバムのための書き下ろし。特典として、ポスターとトレーディングカードA type(ランダムでキラカードも封入)、特典として、上記とは違うデザインの歌詞カード(ランダムで直筆サイン入り)、カードB type封入。また、初回と通常共通で、プレゼント応募券も封入された。

## CD
1. 自傷(少年テロリスト) (5:25)
（作詞:YOMI, 瑠樺 作曲:咲人）
インディーズ時代のミニアルバム「犯行期」から、同楽曲を再録。
表記こそないが第1作目にあたる。制作段階での仮タイトルは「ジャイアニズム」であった。
『Ultimate Circus Finale』のセットリストには、"ジャイアニズム"と記載されている。
再録にあたり、テンポが上がり、イントロと曲の締めがライブテイクと同様のものに変更。
また、シャウトはなくなった。
2. ジャイアニズム痛〜生涯皆殺し〜 (4:01)
（作詞:YOMI 作曲:咲人）
インディーズ時代のミニアルバム「自由奔放天真爛漫」から、同楽曲を再録。
再録にあたり、イントロがライブテイクと同様のものに変更され長くなった。
また、シャウトがなくなり、歌詞の一部も削られて変更された。
この曲と10曲目のみ英語読みになる。
3. ジャイアニズム惨 (2:49)
（作詞:咲人 作曲:咲人）
インディーズ時代のミニアルバム「アウトロー」から、同楽曲を再録。
再録にあたり、イントロと曲の締め、コーラスがライブテイクと同様のものに変更。
アウトロに入っていた琴の音が削られ、フェードアウトではなくなった。
4. ジャイアニズム死 (4:11)
（作詞:YOMI 作曲:咲人）
本作への新規書き下ろし。欠番扱いのインディーズ時代のものとは全くの別物。
同楽曲は、インディーズ時代に作曲はされたものの、YOMIが歌えないという理由で一度ボツとなった。
ボツとなったこの曲は、2002.11.17新宿リキッドルームで「5+1=?」の曲名で配布された。
上記理由から、歌や歌詞はなく曲のみであり、YOMIの代わりに、芸人の江頭2:50が参加した。
5. ジャイアニズム誤 (2:26)
（作詞:YOMI 作曲:咲人）
レコード会社移籍前のシングル「東京傷年」から、同楽曲を再録。
再録にあたり、イントロの構成が変更、曲の締めがライブテイクと同様のものに変更。
6. ジャイアニズム碌 (4:31)
（作詞:YOMI 作曲:咲人）
レコード会社移籍前のアルバム『anima』から、同楽曲を再録。
再録にあたり、ギターのワウが強目になり、ドラムの音抜けも良くなり、
7. ジャイアニズム叱 (5:04)
（作詞:YOMI,咲人 作曲:咲人）
『the WORLD Ruler』から、同楽曲を収録。
8. ジャイアニズム罰 (3:12)
（作詞:YOMI 作曲:咲人）
『Killer Show』から、同楽曲を収録。
また、本アルバムから再度移籍しており、移籍先でシングル『TABOO』に収録の
『SUPER BOOGER MAN』に、同楽曲の歌詞の一部が採用されている。
9. ジャイアニズム究 (2:38)
（作詞:YOMI 作曲:咲人）
『majestical parade』から、同楽曲を収録。
ナイトメアには珍しく、メタルを基調とした曲にもなっている。
10. ジャイアニズム天 (4:42)
（作詞:咲人 作曲:咲人）
シリーズ最終章にして、総決算[注 1]。
本作への新規書き下ろし。この曲と2曲目のみ英語読みになる。
余談だが、本作以降の共通シリーズとして、「a:FANTASIA」、「零-beyond the G.-」の2曲が直接の続きとして、「極上脳震煉獄・弌式」、「極上脳震煉獄・弐式」の2曲が新規シリーズとして存在する。

## DVD (初回限定版のみ)
1〜3,5〜9は既発の作品からの抜粋だが、ジャイアニズム究のみ別アングルからの映像になっている。
1. 自傷(少年テロリスト) (from Ultimate Circus Finale 03.12.12 渋谷公会堂)
2. ジャイアニズム痛〜生涯皆殺し〜 (from 極東シンフォニー〜the Five Stars Night〜@BUDOKAN)
3. ジャイアニズム惨 (from 極東シンフォニー〜the Five Stars Night〜@BUDOKAN)
4. ジャイアニズム死 (PV)
5. ジャイアニズム誤 (from Nightmare LIVE HOUSE TOUR 2008 -killer show- at 新潟Lots)
6. ジャイアニズム碌 (from TOUR 2006【ジャイアニズム痛】@NHK HALL)
7. ジャイアニズム叱 (from VISION OF the WORLD RULER at 東京国際フォーラムA)
8. ジャイアニズム罰 (from TOUR 2008 Grand killer show@ 東京国際フォーラム ホールA )
9. ジャイアニズム究 (from NIGHTMARE PARADE TOUR FINAL “MAJESTIC”@日本武道館(type B))
10. ジャイアニズム天 (PV)